# Басс, Лэнс
Джеймс Лэнс Басс (англ. James Lance Bass; род. 4 мая 1979, Лорел, Миссисипи, США) — американский певец и актёр, получивший известность как один из участников поп-группы «’N Sync».

## Биография
Когда Басс был ребёнком, его родители переехали из Лорела в Клинтон. Лэнс не оканчивал среднюю школу, а обучался с репетиторами по программе Университета штата Небраска. Помимо любви к музыке Басс интересуется естественными науками, а в раннем детстве он мечтал стать космонавтом. Незадолго до развала группы Лэнс поступил на первый курс одного из местных колледжей, где он изучает основы менеджмента в сфере шоу-бизнеса.

## Музыкальная карьера
Семья Бассов переехала из Лорела в Клинтон и Басс начал свою музыкальную карьеру в седьмом классе в школьном хоре. Год спустя Лэнс присоединился к группе Mississippi Show Stoppers, которая спонсировалась музеем землеводства и лесоводства штата Миссисипи. С ними состоялось первое выступление Лэнса — он появился на сцене в костюме маленькой собачки Пуфу.
Вместе с Джастином Тимберлейком и тремя другими исполнителями он был солистом быстро получившей популярность поп-группы «'N Sync». Лэнс был самым скромным из поп-группы. По его словам он чувствует себя на сцене более уверенно на подтанцовке. В группе Лэнса называли «красавчиком № 2» или Лэнстеном.
От стрессов, с которыми Лэнс сталкивается во время гастролей, он избавляется при помощи видеоигр.

## Несостоявшийся полет в космос
Лэнс собирался стать третьим космическим туристом и прошёл курс тренировок и даже подошёл по физическим параметрам. После курса предполётной подготовки от него требовалось лишь заплатить приличную сумму денег, чтобы попасть на борт корабля, но из-за финансовых проблем полёт не состоялся.

## Личная жизнь
Лэнс признался в своей гомосексуальной ориентации на обложке известного журнала «People». В том же интервью 27-летний Басс публично заявил об отношениях с 32-летним Рейченом Лемкулом. Однако в том же году пара рассталась.
20 декабря 2014 года Басс заключил брак со своим бойфрендом Майклом Турчином, с которым встречался около четырёх лет. Свадьба состоялась в Лос-Анджелесе. 13 октября 2021 года у супругов родились двойняшки — сын Александер Джеймс и дочь Вайолет Бетти.

## Фильмография
| Год  | Русское название              | Оригинальное название             | Персонаж        |
| ---- | ----------------------------- | --------------------------------- | --------------- |
| 2001 | На связи                      | On the Line                       | Кевин           |
| 2001 | Образцовый самец              | Zoolander                         |                 |
| 2005 | Оборотни                      | Cursed                            |                 |
| 2005 | Любовь на острове             | Lovewrecked                       | Дэн             |
| 2007 | Чак и Ларри: Пожарная свадьба | I Now Pronounce You Chuck & Larry | фронтмен группы |
| 2008 | Солдаты неудачи               | Tropic Thunder                    | Камео           |
| 2023 | Новичок                       | The Rookie                        | Камео           |